# Choe Kum-chol
Choe Kum-chol (ur. 9 lutego 1987 w Pjongjang) – północnokoreański piłkarz występujący na pozycji napastnika w klubie Muangthong United.

## Kariera
Choe Kum-chol jest wychowankiem klubu Rimyongsu. W 2007 zadebiutował w reprezentacji Korei Północnej. W 2010-2011 grał w April 25. Od 2012 zawodnik Muangthong United. Został powołany do kadry na Mistrzostwa świata 2010.